# Sarah Helmick State Recreation Site
Die Sarah Helmick State Recreation Site ist ein 33 ha großer State Park im US-Bundesstaat Oregon. Er ist der älteste State Park in Oregon.

## Anlage

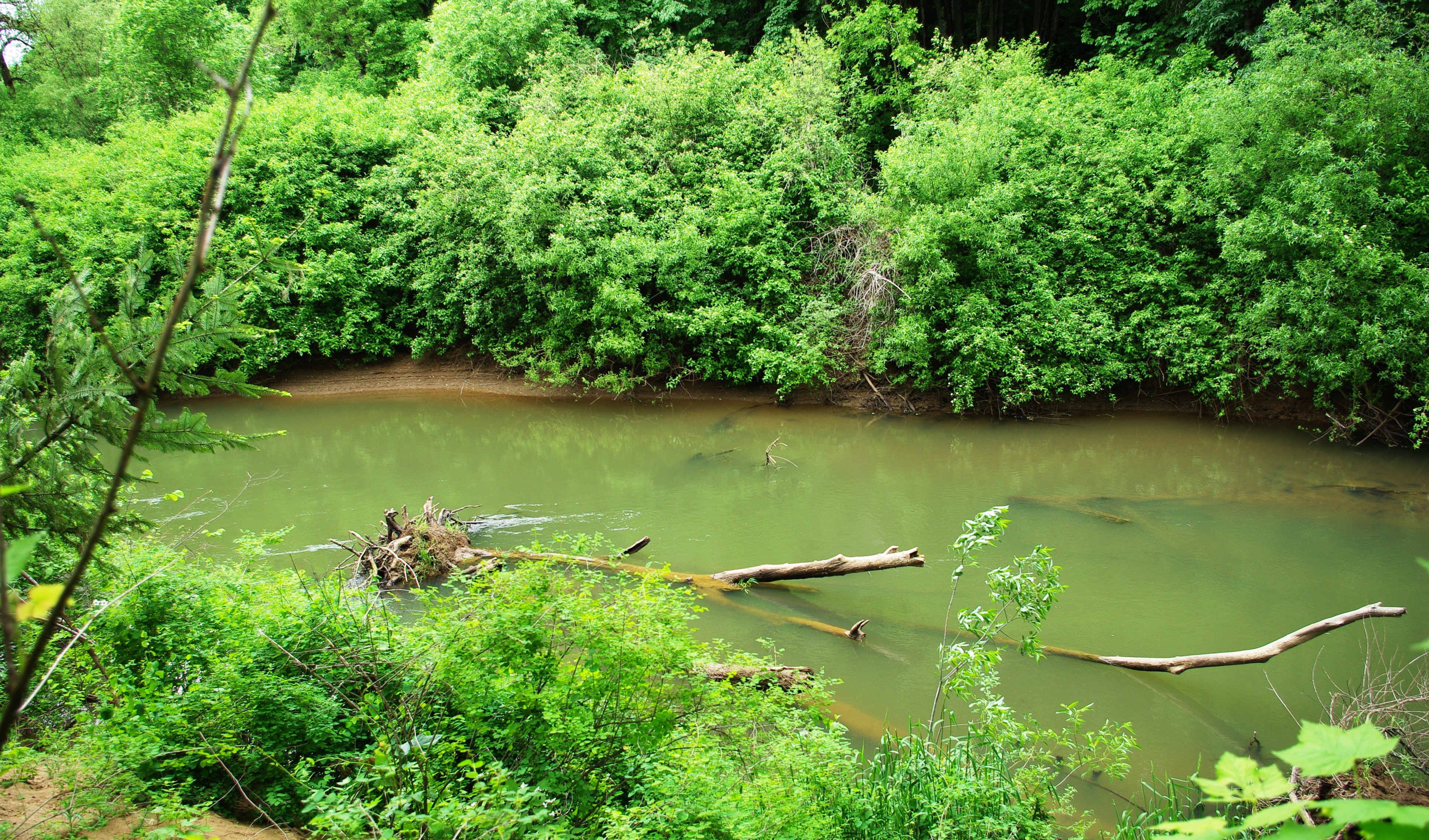
Luckiamute River in der State Recreation Site

Der Park liegt 9 km südlich von Monmouth im Polk County am Highway 99W am Ufer des Luckiamute River. Der Park verfügt über Picknicktische, die auf einer Wiese unter majestätischen alten Douglasien, Schwarzpappeln, Ahorn- und anderen Bäumen stehen. Für Gruppen gibt es zwei Gruppenpicknickplätze mit bis zu 150 Plätzen, Strom- und Wasseranschluss sowie Sanitäranlagen. Entlang des Flusses gibt es einen kurzen Spazierweg, im Fluss kann vor allem auf Forellen geangelt werden.

## Geschichte
Die ersten zwei Hektar Land des Parks wurden am 15. Februar 1922 von Sarah Helmick und ihrem Sohn James der Oregon State Highway Commission als Park geschenkt, der damit der älteste State Park von Oregon ist. Sarah Helmick war eine Pionierin, die schon 1845 von Iowa über den Oregon Trail nach Oregon gezogen ist. Ursprünglich diente der Park als Campingplatz für Touristen entlang des Highways 99. Der Park wurde durch Ankauf eines Artillerieschießstands aus dem Zweiten Weltkrieg und durch weitere Schenkungen bis 1985 auf die heutige Größe  erweitert und dient heute als Tagesausflugsziel.